# Lumile lui H.G. Wells
Lumile lui H.G. Wells (în engleză The Infinite Worlds of H. G. Wells) este un miniserial britanic de televiziune de patru ore conceput de Nick Willing și difuzat în 2001 de Hallmark Channel. El este bazat pe câteva povestiri ale lui H. G. Wells, iar în unele regiuni a purtat titlul de The Scientist.

## Rezumat
Adaptările povestirilor au acțiunile petrecute în diferite perioade începând din 1893 și până în 1946, aproape de sfârșitul vieții lui Wells, atunci când el este intervievat de către membrii unui institut de cercetare militară interesați de faptele sale din trecut.
În 1893, Jane este văzută ca fiind studentă, iar Wells este inițial unul dintre cei doi pretendenți potențiali, celălalt fiind un membru al personalului Colegiului. Wells este portretizat ca un bărbat singur, jurnalist și scriitor de ficțiune, care nu este instruit științific. În cele din urmă, prietenia lor devine mai intimă și ei se mută împreună, în ciuda convențiilor sociale ale epocii.

## Evenimente istorice reale
În 1893, Wells nu a fost nici neinstruit din punct de vedere științific și nici singur. El a studiat zoologia și geologia la Scoala Normală de Științe din Londra, obținând o licență în zoologie în 1887, dar picând examenul final la geologie. A predat apoi știința în școlile din Wrexham și Londra în timp ce studia, obținând licența gradul I în zoologie și clasa a doua în geologie, în 1890. El a obținut apoi un post de profesor la University Correspondence College și în 1891 s-a căsătorit cu verișoara sa, Isabel Mary Wells. Wells a început sa scrie pentru a-și suplimenta veniturile, iar în 1893 a întâlnit-o pe Amy Catherine Robbins, una dintre studentele sale. Neplăcându-i numele de "Amy", el a numit-o "Jane". În 1894 Wells și-a părăsit soția pentru a trăi cu Jane și s-au căsătorit mai târziu în acel an, după divorțul său de Isabel.
Colegiul Imperial de Științe nu exista în 1893. În 1890 Școala Normală de Științe — unde a studiat Wells — a devenit Royal College of Science, care a fuzionat în 1907 cu alte instituții pentru a forma Imperial College of Science and Technology.

## Producție
Fiecare episod adaptează două povestiri ale lui Wells. Primul episod adaptează "The New Accelerator" și "The Queer Story of Brownlow's Newspaper". Al doilea episod adaptează "The Crystal Egg" și "The Remarkable Case of Davidson's Eyes", iar al treilea "The Truth About Pyecraft" și "The Stolen Bacillus". Fiecare episod este scris ca și cum ar fi un incident "real" pe care Wells îl investighează împreună cu prietena sa, Jane Robbins, și îi servește ca sursă de inspirație pentru povestiri.
Scenele din Metroul londonez din episodul Brownlow's Newspaper au fost filmate la stația desființată Aldwych.

## Distribuție

### Distribuție principală
- Tom Ward - H. G. Wells
- Katy Carmichael - Jane Robbins
- Eve Best - Ellen McGillvray
- Nicholas Rowe - profesorul Cedric Gibberne
- Matthew Cottle - Whittaker
- Barry Stanton - decanul Frederick Masterman

### Distribuție episodică
The New Accelerator:
- Ray Coulthard - Mark Radcliffe

Brownlow's Newspaper:
- Mark Lewis Jones - Arthur Brownlow
- Robert Demeger - Frank Harris

The Crystal Egg (Oul de cristal):
- Stephen Critchlow - William Cave
- Tilly Vosburgh - Rosa Cave

The Remarkable Case of Davidson's Eyes:
- Dominic Cooper - Sidney Davidson
- Jeffrey Wickham - dr. Symonds
- Mark Dexter - Atkins

The Truth About Pyecraft:
- Michael Fitzgerald - Albert Pyecraft
- Pip Torrens - Mark Pattison
- Catherine Bailey - Violet
- John Bennett - dl. Jagger
- Orlando Seale - Albert Einstein
- Donald Douglas - președinte la Praecentors

The Stolen Bacillus:
- Nicholas Boulton - Thomas Keating
- William Mannering - Harold
- Hugh Dickson - parlamentar al opoziției
- Vincent Franklin - ministrul de război (Henry Campbell-Bannerman)
- Richard Clifford - ministrul de externe (Contele de Rosebery)

## Lansări pe DVD
Un DVD al seriei pentru Regiunea 2 într-o formă non-episodică a fost lansat în Olanda în 2004 cu vocile în limba engleză, având subtitrări opționale în franceză și neerlandeză. Un DVD pentru Regiunea 1 în formă episodică a fost lansat în 2005. El a fost lansat în Marea Britanie în 2006.